# Johannes Annorelius
Johannes Annorelius var en svensk kapucinermunk.
Johannes Annorelius var son till länsmannen Karl Nilsson i Årsta, Tierps socken. Annorelius blev student vid Uppsala universitet 20 mars 1705. Han reste senare utrikes och övergick i Flandern till katolicismen och blev kapucinermunk med namnet frater Stanislaus. Johannes Annorelis verkade senare som präst och lärare i teologi i Aire-sur-Lys. Han brevväxlade med sin bror Julius Annorelius mellan 1722 och 1738, och sexton av hans brev bevarade på Uppsala universitetsbibliotek.